# Oleksandr Apajtschew
Oleksandr Walentynowytsch Apajtschew (ukrainisch Олександр Валентинович Апайчев; * 6. Mai 1961 in Kirow) ist ein ehemaliger sowjetisch-ukrainischer Zehnkämpfer. Seine persönliche Bestleistung von 8709 Punkten ist der aktuelle ukrainische Rekord und steht auf Platz 16 der Weltrangliste. Bei den Goodwill Games 1986 belegte er den zweiten Platz und nahm an den Olympischen Sommerspielen 1988 teil, konnte aber aufgrund einer Beininfektion nicht antreten. Im Jahr 2009 wurde er zum Cheftrainer der ukrainischen Leichtathletik-Nationalmannschaft ernannt.

## Karriere
Seine persönliche Bestleistung von 8709 Punkten erzielte Apajtschew 1984 beim Wettkampf zwischen der Sowjetunion und Ostdeutschland in Neubrandenburg. Damals war dies ein sowjetischer Rekord; seit 2014 ist dies der ukrainische Landesrekord und er steht auf Platz 16 der Weltrangliste. Bei den Olympischen Sommerspielen 1984 in Los Angeles konnte Apajtschew aufgrund des von der Sowjetunion verhängten Boykotts nicht antreten; stattdessen nahm er an den Wettkämpfen der Freundschaft in Moskau teil. Bei diesem Wettkampf lag er nach dem ersten Tag gut im Rennen, aber ein schlechtes Abschneiden in der siebten Disziplin, dem Diskuswurf, machte seine Chancen auf ein gutes Ergebnis zunichte, und er fiel schließlich aus den Medaillenrängen heraus. Track & Field News listete ihn in jenem Jahr auf Platz vier der Weltrangliste, hinter den beiden Olympiasiegern Daley Thompson und Jürgen Hingsen und dem Goldmedaillengewinner der Wettkämpfe der Freundschaft Grigori Degtjarjow.
Ende 1984 wurde Apajtschew an der Achillessehne operiert und er brauchte einige Zeit, um wieder in Topform zu kommen. 1986 wurde er Fünfter bei den Europameisterschaften in Stuttgart und gewann Silber bei den Goodwill Games in Moskau. 1988 war er in guter Form und gehörte zu den Favoriten für die Olympischen Sommerspiele in Seoul, doch eine Beininfektion machte ihm einen Strich durch die Rechnung und er gab auf, ohne auch nur die erste Disziplin, 100 m, beendet zu haben. Die Infektion beendete seine Karriere, da er mehr als ein Jahr brauchte, um sich zu erholen; 1990 versuchte er ein Comeback, verletzte sich aber und zog sich von den Wettkämpfen zurück.
Apajtschew blieb als Trainer im Sport aktiv. Zwischen 2001 und 2005 war er als Trainer in Katar tätig, wo er unter anderem den katarischen Zehnkampf-Rekordhalter Ahmad Hassan Moussa betreute. 2009 wurde er zum Cheftrainer der ukrainischen Nationalmannschaft ernannt.

## Leben
Apajtschew ist seit April 2008 mit der ehemaligen Leichtathletin Tetjana Samolenko-Dorowskych verheiratet.